# 旗幟行動
旗帜行动（英語：Operation Banner）是1969年至2007年间英国军队在北爱尔兰的军事行动的代号名称。这次行动的目的是应对北爱尔兰长期的暴乱，也是英国军队有史以来时间最长的一次连续部署。  英国军队最初应北爱尔兰联合派政府的要求被派遣，以平息1969年的北爱尔兰骚乱。其作用是协助皇家阿尔斯特警察 (RUC) 及维护英国政府对北爱尔兰的管辖。军队的任务涉及压制动乱，以及辅助警察执行内部安全职责，例如守卫关键地点、设置检查站与巡逻、进行突袭和搜查、防暴和炸弹处理。超过30万名士兵参加了该行动。 约 21,000 名英国士兵在1970年代的行动高潮期间被部署，其中大部分人来自英国大不列颠。作为行动的一部分，从北爱尔兰本地招募的士兵还组建成了阿尔斯特防卫团（UDR）。
1970年至1997年间，临时派爱尔兰共和军（Provisional IRA）对英国军队发动了一系列游击战。最初，北爱尔兰的天主教徒对英军的到来表示欢迎，因为他们认为北爱尔兰警察（RUC）执法不公，偏向新教徒， 但在福尔斯路宵禁事件（1970 年）、监禁制度开始（1971 年）和血腥星期日（1972 年）等事件发生后，天主教徒对被部署的英国军队的敌意与日俱增。为打击爱尔兰共和军，英国士兵和北爱尔兰保皇派准军事组织之间时有出现勾结。从 20 世纪 70 年代末开始，英国政府采取了所谓“阿尔斯特化”政策，即将更多的行动职责从被部署的英军手中转让给北爱尔兰本地的阿尔斯特警队与防卫团。 在1998年签署《贝尔法斯特协议》后，英军行动规模逐渐缩小。自此，大部分军事设施被拆除，绝大多数英军亦被召回。